# 雪亮宽胸蝇虎
雪亮宽胸蝇虎（学名：Rhene candida）为跳蛛科宽胸蝇虎属的动物。在中国大陆，分布于四川等地。该物种的模式产地在四川。